# Gaston Audier
Pour les articles homonymes, voir Audier.
Gaston Audier, né le 27 février 1913 à Souspierre et mort le 17 juin 2003 au Bois-d'Oingt, est un coureur cycliste français.

## Palmarès
- 1945
  - Grand Prix de Tence
- 1947
  - 3e du Tour de Haute-Savoie

## Résultats sur les grands tours

### Tour de France
1 participation
- 1947 : 51e